# Ballana convergens
Ballana convergens är en insektsart som beskrevs av Delong 1964. Ballana convergens ingår i släktet Ballana och familjen dvärgstritar. Inga underarter finns listade i Catalogue of Life.